# Квебецький університет у Труа-Рів'єр
Квебе́цький університе́т у Труа́-Рів'є́р (фр. Université du Québec à Trois-Rivières — Універсіте́ дю Кебе́к а Труа́-Рів'є́р — UQTR) — вищий навчальний заклад, розташований у місті Труа-Рів'єр (провінція Квебек, Канада). Частина університетської мережі Квебецький університет. Заснований 19 березня 1969 року.
У 2009 році в університеті вчилося близько 11  000 студентів та діяло 150 навчальних програм.